# RIM-67 (ミサイル)
RIM-67 スタンダード（英語: RIM-67 STANDARD）は、アメリカ合衆国のジェネラル・ダイナミクス社が開発した艦対空ミサイル。スタンダードミサイルの長射程型（Extended Range、ER）にあたる。またVLS対応の長射程型として開発されたRIM-67Eは、それ以前のRIM-67との技術的関連性が乏しく、後にRIM-156Aという新しい番号が付与された。

## 開発に至る経緯
SM-1MRは、先行するテリア（1954年運用開始）の代替にあたる。テリアと、より短射程のターター（1962年運用開始）、より長射程のタロス（1957年運用開始）は一般に3-Tとして知られるが、1958年の時点で、既にこれらのシステムのリアクションタイムや信頼性についての懸念から、後継としてスーパー・タロスおよびスーパー・テリア（後のタイフォン）の開発が着手されていた。タロスとテリアは全く別の設計によって開発されていたのに対し、タイフォンでは、ミサイルそのものは標準化して、長射程が必要な場合にはブースターを付して射程を延伸するというコンセプトが採用された。
タイフォン計画は技術的・コスト的な問題に直面して1963年12月に断念されたものの、海軍作戦部長はミサイルの問題に対処するための長期的な研究開発プロジェクトを発足させており、タイフォンで採択されていたミサイル標準化のコンセプトを敷衍していくことが決定された。これに基づいて、中射程型（MR）および長射程型（ER）をファミリー化するかたちで開発されたのがスタンダードであり、早くも1963年10月には水上ミサイル・システム計画室（Surface Missile Systems Project Office）によって計画が正式に公表され、1964年12月にはジェネラル・ダイナミクス社との間で1,300万米ドルの契約が締結された。
1961年のテリアのセミアクティブ・レーダー・ホーミング（SARH）誘導モデル（テリアHT）の生産開始とともに、既に改良型ターター（IT）との統合が図られており、価格ベースで85％の部品が共用化されていた。この共用化を背景として、SM-1MRは改良型ターター改造型（RIM-24C）を、そしてSM-1ERはテリアHT-3（RIM-2F）をベースとして開発された。1967年3月、ジェネラル・ダイナミクス社のポモナ部門は、新型ミサイルの本格的な生産契約を獲得した。

## SM-1ER (RIM-67A)

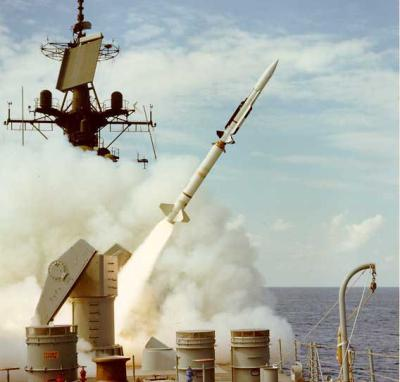
リーヒ級ミサイル巡洋艦から発射されるSM-1ER

上記の経緯もあり、SM-1ERはテリアHT-3（RIM-2F）をベースとして開発された。大きな変更点が飛行制御部であり、アダプティブ制御に対応したMk 1オートパイロットの導入により、ミサイル推力や外部環境の変化に適応できるようになった。また動翼の駆動方式も電気油圧式から電動式に変更されており、ウォームアップ時間が26秒から1⁄15秒へと大幅に短縮されたほか、信頼性も向上している。
SM-1ERは、単段式ロケットであるSM-1MRをもとに、デュアルスラスト型ロケット・モーター (DTRM) をサステナーに変更するとともにブースターを装着することで、二段式ロケットとした設計ともいえる。サステナーとしてはMk 30 mod 1、ブースターとしてはMk 12が用いられた。またブロックVIのミサイルでは、サステナーはMk 30 mod 2に更新された。

## SM-2ER

### ブロックI-III (RIM-67B-D)

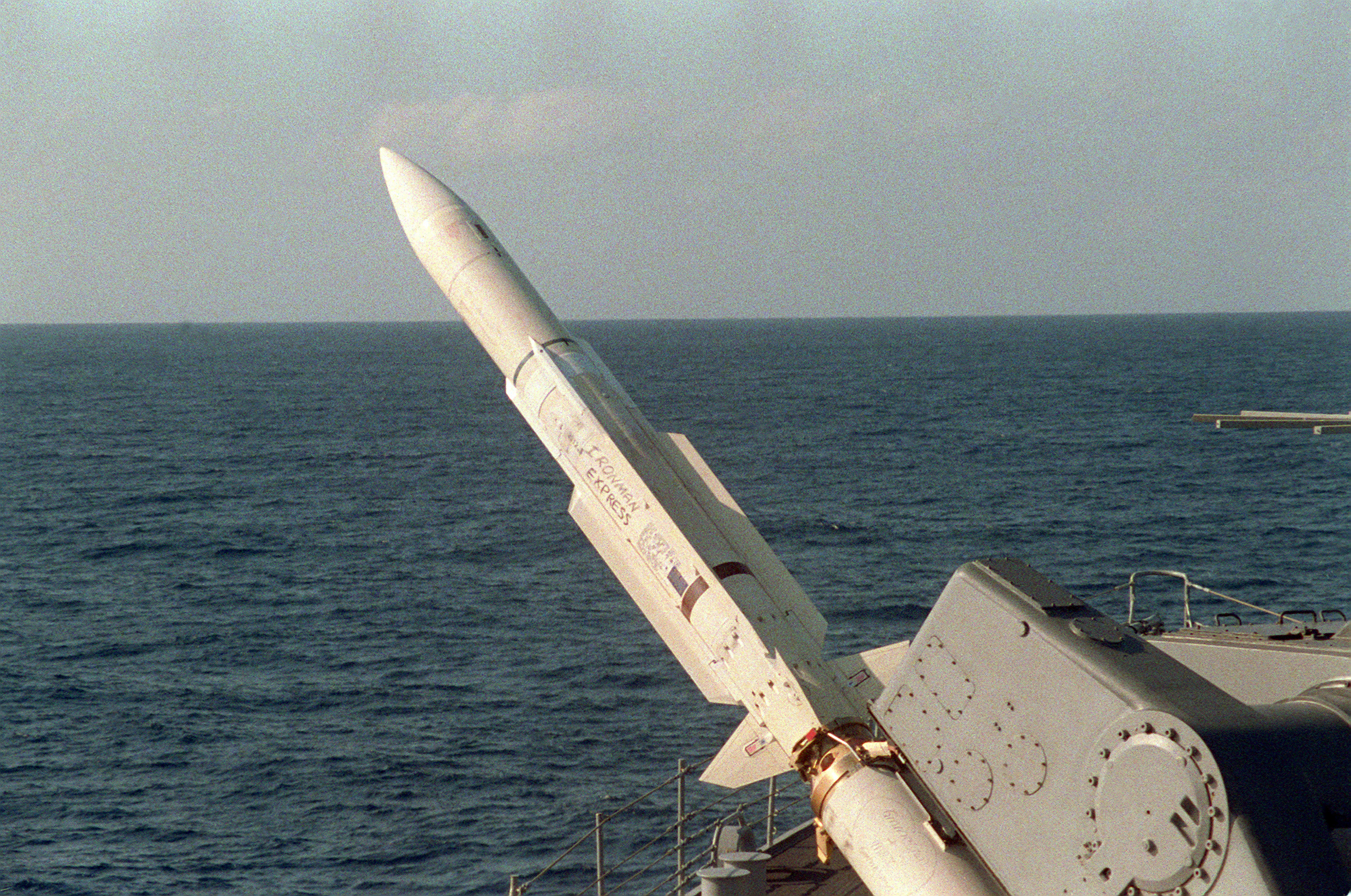
発射機に装填されたSM-2ERブロックI

タイフォン計画の失敗を受けて、1963年より先進水上ミサイル・システム（ASMS）の計画が開始され、1969年にはイージスシステムへと発展していたが、1968年の第2回水上ミサイルシステム技術企画班（Surface Missile System Technical Planning Group II, SMS-TPGII）での決定に基づき、同システムでは、SM-1MRに所定の改訂を加えたSM-2MR艦対空ミサイルが採用されることになった。そしてSMS-TPGIIでは、この改良型ミサイルやその長射程型を、既存のターターないしテリア搭載艦にも搭載できるように互換性を確保することも提言しており、これを受けてテリア搭載艦向けに開発されたのがSM-2ERであった。
SM-1からSM-2への変更点は誘導装置にあり、慣性航法（INS）に対応するとともに、無線通信による指令誘導を受けて、目標の機動に対応して針路を変更することもできるようになった。イージス艦でSM-2を運用する場合は、送受信ともAN/SPY-1多機能レーダーを用いたSバンドのリンクを使用するのに対し、テリア艦にはそのような送受信設備がなかったため、NTU (New Threat Upgrade) 改修の一環として、もともと搭載されているAN/SPG-55火器管制レーダーを使ってXバンドでのアップリンクを送信できるようにするとともに、Sバンドでのダウンリンクを受けるためのAN/SYR-1受信装置が搭載された。ただしこのXバンドでのアップリンクは副搬送波変調を用いていることもあって、通信速度はSバンドでのリンクと比べて3桁落ちとなっており、通信が行われる頻度も低い。
それ以外の設計は、基本的にはSM-1ERのものが踏襲された。推進装置も、SM-2ER ブロックIでは、サステナーはMk 30 mod 2、ブースターもMk 12のままであった。その後、ブロックIIでは、サステナーをMk 30 mod 3（後期生産型ではmod 4）に更新するとともに、ブースターもMk 12の推進薬を再充填したMk 70に更新した。またSM-2MRと歩調を合わせる形での改良も進められており、SM-2MRブロックIIIで導入されたMk.125弾頭や、ブロックIIIBで導入されたSARHと赤外線画像誘導（IIR）のデュアル・モード誘導装置は、SM-2ERにも導入されている。
RIM-67 SM-2ERの運用は1982年より開始されたが、アメリカ海軍では、1995年までにこれを含めたテリア武器システムの運用を終了した。

### ブロックIV (RIM-156A)

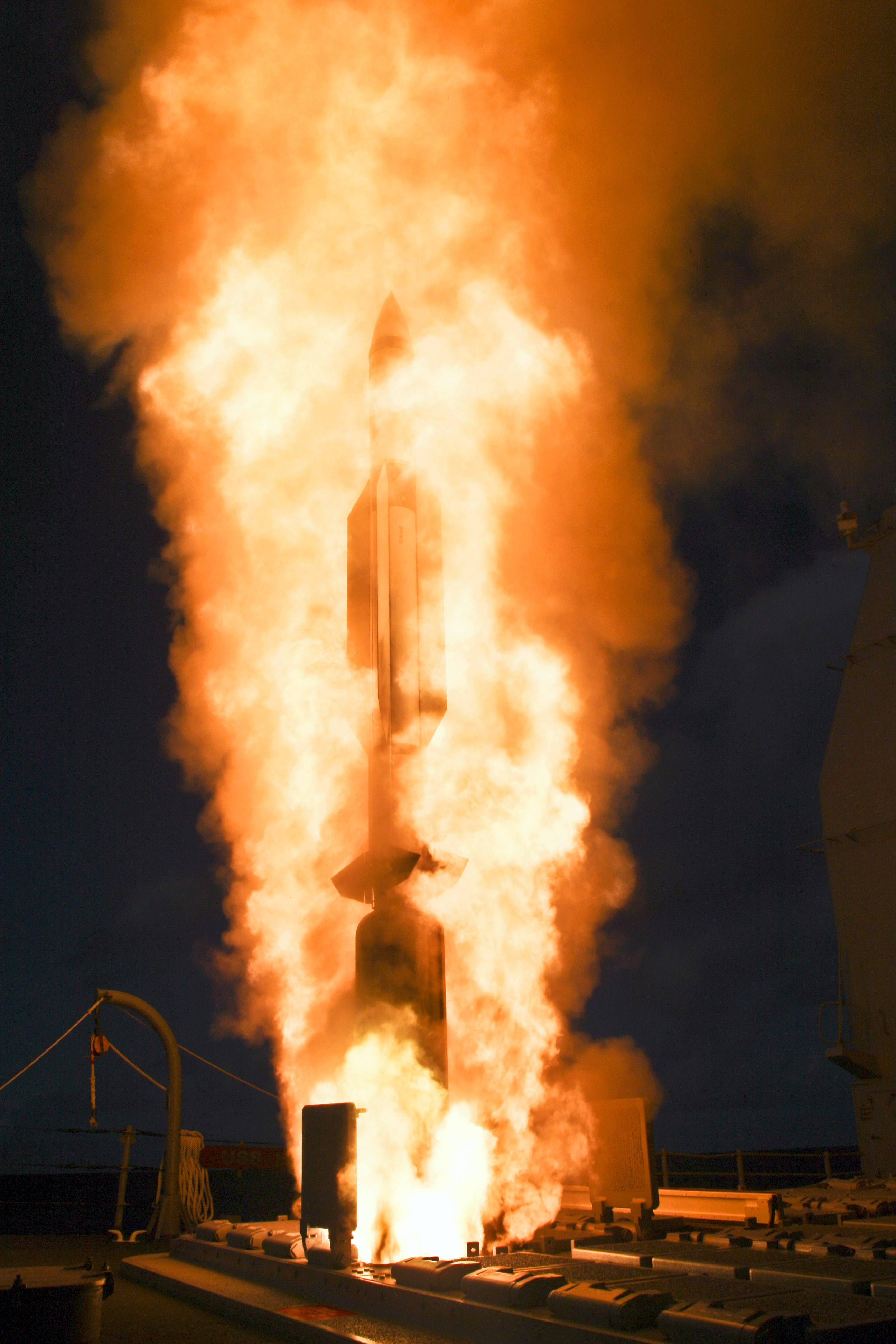
VLSから発射されるブロックIV

従来のSM-2ERは、テリアやSM-1ERと同じく発射前のフィンの装着などに手作業を必要としたため、自動化が進んだイージス艦では運用できなかった。このため、SM-2ERの運用はテリア搭載艦に限られており、イージス艦では中射程型のSM-2MRのみが用いられてきた。しかし1983年のアウター・エア・バトル研究を背景に、イージスシステムの発達および共同交戦能力（CEC）の開発が進展すると、イージス艦向けにも長射程型のSM-2が求められるようになった。初期のイージスシステムで用いられていたMk.26 連装ミサイル発射機では大型のミサイルの運用が困難だったが、後のイージスシステムで標準装備となったMk.41 VLSであれば、より大型のミサイルでも収容できるようになっていた。
これを受けて、Mk.41 VLSに収容できる長射程型のSM-2艦対空ミサイルとして開発されたのがSM-2ER ブロックIVであった。1987年、海軍はレイセオン社に対してブロックIVの開発を発注した。これは実質的に、SM-2MRブロックIIIAをもとにブースターを装着して射程を延伸したものであり、また射程延伸・速度向上に対応して、ドーサルフィンや誘導装置にも改良が加えられている。ここで導入されたMk 72ブースターはVLSでの運用を前提としたため、従来のMk 70ブースターよりもはるかに短くまとめられるとともに、推力偏向に対応した4つのノズルを備えており、6秒間燃焼したのちに切り離される。
ブロックIVは当初RIM-67Eと称されていたが、従来のSM-1/2ERからの変更点が多岐に渡ったこともあり、後にはRIM-156Aという新しい番号で知られるようになった。1990年よりホワイトサンズ・ミサイル発射場での試験が開始され、1994年からは海上での試験も開始された。1995年5月、海軍はSM-2ブロックIVの低率初期生産（LRIP）を承認したが、改良型のブロックIVA（RIM-156B）の開発を優先するため、100発が生産されたのみで打ち切られた。このブロックIVAは赤外線誘導にも対応するとともに、指向性を高めたMk.133弾頭を採用しており、通常の防空のほか、弾道ミサイルとの低高度での交戦を担う海軍地域ミサイル防衛（Navy Area Theater Ballistic Missile Defense, NATBMD）でも用いられることになっていた。しかしミサイル防衛体制の再編に伴い、2001年、NATBMD計画そのものとともに、ブロックIVAの開発も中止された。
NATBMD計画とSM-2ERブロックIVAが中止されたからといって、大気圏内でターミナル段階にある弾道ミサイルに対して洋上で交戦する能力（sea-based terminal, SBT）の必要性が消滅したわけではなかった。100発のブロックIVのうちの75発は、従来の航空機や巡航ミサイルとの交戦能力を維持しつつSBT能力も付与されるよう改修され、2006年より試験に供された。5発が試験で消費され、約70発が対艦弾道ミサイル対策として艦隊配備された。その後、本ミサイルをベースに開発されたSM-6（RIM-174）の登場とともに、本ミサイルはこちらに代替されて、段階的に廃止されている。

## 諸元表
| バージョン           | 全長   | 直径    | 翼幅   | 重量     | サステナー  | ブースター | 速度      | 射程   | 射高     | 誘導方式         |
| -------------------- | ------ | ------- | ------ | -------- | ----------- | ---------- | --------- | ------ | -------- | ---------------- |
| SM-1ER               | 7.98 m | 34.3 cm | 1.57 m | 1,341 kg | Mk 30       | Mk 12      | マッハ2.5 | 64 km  | 24,400 m | SARH             |
| SM-2ERブロックI      | 7.98 m | 34.3 cm | 1.57 m | 1,341 kg | Mk 30       | Mk 12      | マッハ2.5 | 120 km | 24,400 m | SARH ＋INS＋指令 |
| SM-2ERブロックII/III | 7.98 m | 34.3 cm | 1.57 m | 1,341 kg | Mk 30       | Mk 70      | マッハ2.5 | 185 km | 24,400 m | SARH ＋INS＋指令 |
| SM-2ERブロックIV     | 6.55 m | 35.0 cm | 1.08 m | 1,497 kg | Mk.104 DTRM | Mk 72      | マッハ3   | 240 km | 33,000 m | SARH ＋INS＋指令 |

| 型式名 | 長さ   | 直径  | 推進剤                 | 重量   |
| ------ | ------ | ----- | ---------------------- | ------ |
| Mk 12  | 3.49 m | 46 cm | 固体燃料 550 kg        | 733 kg |
| Mk 70  | 3.93 m | 46 cm | HTPB固体燃料 682 kg    | 973 kg |
| Mk 72  | 1.70 m | 53 cm | HTPB-AP固体燃料 468 kg | 712 kg |